# Agua Prieta
Agua Prieta est une ville de l'État du Sonora au Mexique, fondée en 1899. Proche de la frontière avec les États-Unis, elle compte 80 000 habitants environ, et elle constitue avec Douglas, une agglomération transfrontalière.

## Histoire
La ville fut le siège de nombreux évènements durant la Révolution mexicaine.